# 0+1=1 (I Promise You)
0+1=1 (I Promise You) – drugi minialbum południowokoreańskiego boysbandu Wanna One, specjalnej grupy stworzonej przez survivalowy program Mnetu Produce 101 Season 2, w której skład weszło jedenaście stażystów z różnych firm rozrywkowych. Minialbum został wydany cyfrowo 19 marca 2018 roku. Ukazał się w trzech edycjach: dwóch fizycznych i jednej cyfrowej.
Płytę promowały single „I Promise You” i „Boomerang”. Sprzedał się w nakładzie 829 275 egzemplarzy w Korei Południowej (stan na marzec 2018). Zdobył certyfikat 3xPlatinum w kategorii albumów.

## Lista utworów
| CD | CD                                                                           | CD                                                        | CD                                          | CD                                          | CD      |
| Nr | Tytuł utworu                                                                 | Tekst                                                     | Kompozycja                                  | Aranżacja                                   | Długość |
| -- | ---------------------------------------------------------------------------- | --------------------------------------------------------- | ------------------------------------------- | ------------------------------------------- | ------- |
| 1. | „Gold”                                                                       | ASSBRASS, Kigen, ESBEE, JQ, Hyun Ji-won (makeumine works) | ASSBRASS, Kigen, ESBEE                      | ASSBRASS, Kigen, ESBEE                      | 3:39    |
| 2. | „I.P.U” (kor. 약속해요 (I.P.U) Yaksokhaeyo (I.P.U.))                         | GALACTIKA *                                               | GALACTIKA *, Atena, Robin                   | Robin                                       | 3:40    |
| 3. | „Boomerang” (kor. Boomerang (부메랑))                                        | Roydo, Wonderkid, BreadBeat, Shaun Kim                    | Roydo, Wonderkid, BreadBeat, Shaun Kim      | Wonderkid, BreadBeat, Shaun Kim             | 3:03    |
| 4. | „We Are”                                                                     | GRAVVITY, TIME, MACHINE                                   | GRAVVITY, TIME, MACHINE                     | GRAVVITY, TIME, MACHINE                     | 3:21    |
| 5. | „Day by Day” (kor. 보여 Boyeo)                                               | Chung Ho-hyun (e.one), Party in My Pool (Kevin Dae)       | Chung Ho-hyun (e.one)                       | Chung Ho-hyun (e.one)                       | 3:06    |
| 6. | „I'll Remember” (kor. 너의 이름을 Neoui ireum-eul)                           | Shinkung, Dolly                                           | Shinkung, BreadBeat, Song Ho-jin, Wonderkid | Shinkung, BreadBeat, Song Ho-jin, Wonderkid | 3:34    |
| 7. | „I.P.U (Propose Ver.)” (kor. 약속해요 (고백 Ver.) Yaksokhaeyo (Gobaek Ver.)) | GALACTIKA *                                               | GALACTIKA *, Atena                          | Atena                                       | 4:18    |

## Notowania
| Lista                      | Pozycja |
| -------------------------- | ------- |
| Gaon Weekly Album Chart    | 1       |
| Gaon Monthly Album Chart   | 1       |
| Five Music (Tajwan)        | 1       |
| Billboard World Albums     | 10      |
| Oricon Weekly Albums Chart | 2       |